# Vicolo del Curato
Vicolo del Curato är en gränd i Rione Ponte i Rom. Gränden förbinder Via di Panico med Via del Banco di Santo Spirito. 

## Beskrivning
Vicolo del Curato är uppkallad efter kyrkoherdens (italienska: curato) bostad vid den närbelägna kyrkan Santi Celso e Giuliano.
Grändens tidigare namn var Vicolo del Drago som fått sitt namn efter en fastighet som tillhörde familjen Del Drago.

## Omgivningar
Kyrkobyggnader och kapell
- Oratorio di San Celso
- Santi Celso e Giuliano
- San Giovanni dei Fiorentini

Gator, gränder och piazzor
- Piazza di Ponte Sant'Angelo
- Via di Panico
- Via dei Coronari
- Via dell'Arco dei Banchi
- Arco dei Banchi
- Vicolo di San Celso
- Vicolo della Campanella
- Via dell'Arco della Fontanella
- Via dei Banchi Nuovi
- Largo Ottavio Tassoni
- Corso Vittorio Emanuele II
- Via Acciaioli
- Vicolo dell'Oro
- Piazza dell'Oro
- Via Paola
- Via del Consolato

## Bilder
| - Santi Celso e Giuliano. - Oratorio di San Celso. - San Giovanni dei Fiorentini. - Palazzo del Banco di Santo Spirito. |